# کالج همپدن-سیدنی
کالج همپدن-سیدنی (به انگلیسی: Hampden–Sydney College) یک کالج هنر در ایالات متحده آمریکا است که در ویرجینیا واقع شده‌است.